# 299-я штурмовая авиационная дивизия
299-я штурмовая авиационная Нежинская Краснознамённая ордена Суворова дивизия (299-я шад) — соединение Военно-воздушных сил (ВВС) Вооружённых сил РККА штурмовой авиации, принимавшее участие в боевых действиях Великой Отечественной войны.

## Наименования дивизии
- 299-я штурмовая авиационная дивизия[1];
- 299-я штурмовая авиационная Нежинская дивизия[1];
- 299-я штурмовая авиационная Нежинская Краснознамённая дивизия[1];
- 299-я штурмовая авиационная Нежинская Краснознамённая ордена Суворова дивизия[1];
- 11-я гвардейская штурмовая авиационная Нежинская Краснознамённая ордена Суворова дивизия (19.08.1944 г.)[1];
- 200-я гвардейская штурмовая авиационная Нежинская Краснознамённая ордена Суворова дивизия (20.02.1949 г.)[1];
- 200-я гвардейская истребительно-бомбардировочная авиационная Нежинская Краснознамённая ордена Суворова дивизия (01.08.1956 г.)[1];
- Полевая почта 29741[1].

## История и боевой путь дивизии
299-я штурмовая авиационная дивизия начала формирование 8 ноября 1942 года на основании директивы ставки ВГК № 341006 от 08.11.1942 г. на Раненбургском аэроузле (ныне город Чаплыгин Липецкой области) в составе управления дивизии, 271 отдельной роты связи, 41-го, 218-го и 874-го штурмовых авиаполков. С 10 ноября по 10 января 1943 года дивизия укомплектовывалась личным составом и техникой. С аэродромов Куйбышев и Москва-Набережная летчиками дивизии перегнано 111 самолётов Ил-2. К 15 января дивизия была готова к боевым действиям.
С 26 января 1943 года дивизия в составе 15-й воздушной армии Брянского фронта поддерживала наступающие войска 13-й армии с задачей прорыва обороны противника на узком участке с последующим выходом на Касторное. К началу Воронежско-Касторненской операции дивизия имела в своем составе 95 боеготовых самолётов Ил-2 и 11 неисправных, 43 летчика, имеющих боевой опыт и 51 без опыта. С 1 февраля дивизия содействовала прорыву войск 48-й армии на участке Пруды, Метяево, Дросково и занятию нашими войсками города Курска.
С 12 по 28 февраля дивизия приказом командующего 15-й воздушной армии от 12.03.1943 г. 27-ю самолётами перелетела на аэродром Выползово для участия в Болховской операции, проводимой 3-й и 61-й армиями на участке Городище, Кукуевка, Шашкино.
С 1 марта 1943 года дивизия уже участвует в Орловско-Кромской операции, взаимодействуя с частями 13-й и 48-й армий, содействуя прорыву наших войск на рубеже р. Неручь, уничтожает железнодорожные эшелоны на перегонах и станциях, самолёты противника на Орловском аэроузле.
С 13 марта 1943 года в состав дивизии вошли 217-й и 431-й штурмовые полки, не имеющие боевого опыта. С 13 марта до 5 июля 1943 года дивизия в составе 5-ти полков уничтожала скопление противника в Тросно-Кромско-Орловском направлении и самолёты противника на Орловском аэроузле.
С 5 июля дивизия в составе 16-й воздушной армии участвует в Курской битве под Орлом.
299-я штурмовая авиационная дивизия за образцовое выполнение заданий командования и проявленные при этом мужество и героизм Приказом НКО СССР № 0270 от 19 августа 1944 года переименована в 11-ю гвардейскую Нежинскую штурмовую авиационную Краснознамённую ордена Суворова дивизию.
В составе действующей армии дивизия находилась с 18 января 1943 года по 19 августа 1944 года.

## Командиры дивизии
- Полковник, генерал-майор авиации[4] Крупский Иван Васильевич[5], период нахождения в должности: с 8 ноября 1942 года по 9 августа 1944 года.
- Подполковник Храмченко Василий Павлович[5], период нахождения в должности (ВРИД): с 10 августа 1944 года по 13 сентября 1944 года.

## В составе объединений
| Дата          | Фронт (округ)         | Армия                | Корпус                           | Примечания |
| ------------- | --------------------- | -------------------- | -------------------------------- | ---------- |
| 08.11.1942 г. | Резерв ВГК            | -                    | 3-й штурмовой авиационный корпус | -          |
| 18.01.1943 г. | Брянский фронт        | 15-я воздушная армия | -                                | -          |
| 01.03.1943 г. | Центральный фронт     | 16-я воздушная армия | -                                | -          |
| 20.10.1943 г. | Белорусский фронт     | 16-я воздушная армия | -                                | -          |
| 24.02.1944 г. | 1-й Белорусский фронт | 16-я воздушная армия | -                                | -          |
| 05.04.1944 г. | Белорусский фронт     | 16-я воздушная армия | -                                | -          |
| 16.04.1944 г. | 1-й Белорусский фронт | 16-я воздушная армия | -                                | -          |
| 03.07.1944 г. | 1-й Белорусский фронт | 6-я воздушная армия  | -                                | -          |
| 30.07.1944 г. | 1-й Белорусский фронт | 16-я воздушная армия | -                                | -          |
| 19.08.1944 г. | 1-й Белорусский фронт | 16-я воздушная армия | -                                | -          |

## Части и отдельные подразделения дивизии
За весь период своего существования боевой состав дивизии претерпевал изменения:
| Период                  | Наименование                                                                                  | Примечание |
| ----------------------- | --------------------------------------------------------------------------------------------- | ---------- |
| 08.11.1942 — 12.11.1943 | 41-й штурмовой авиационный полк                                                               | Ил-2       |
| 08.11.1942 — 19.08.1944 | 218-й штурмовой авиационный полк, переименован в 173-й гвардейский штурмовой авиационный полк | Ил-2       |
| 08.11.1942 — 19.08.1944 | 874-й штурмовой авиационный полк, переименован в 175-й гвардейский штурмовой авиационный полк | Ил-2       |
| 13.03.1943 — 19.08.1944 | 431-й штурмовой авиационный полк, переименован в 174-й гвардейский штурмовой авиационный полк | Ил-2       |
| 13.03.1943 — 25.03.1944 | 217-й штурмовой авиационный полк                                                              | Ил-2       |
| 27.05.1944 — 19.08.1944 | 658-й штурмовой авиационный полк, переформирован в 6-й шап Войска Польского                   | Ил-2       |

## Участие в операциях и битвах
- Воронежско-Касторненская операция — с 24 января по 17 февраля 1943 года.
- Курская битва:
  - Орловская стратегическая наступательная операция «Кутузов» — с 12 июля по 18 августа 1943 года.
- Брянская наступательная операция — с 18 августа по 2 сентября 1943 года.
- Битва за Днепр:
  - Черниговско-Припятская операция — с 3 сентября 1943 года по 2 октября 1943 года.
- Гомельско-Речицкая наступательная операция — с 10 ноября 1943 года по 30 ноября 1943 года.
- Освобождение Правобережной Украины — с 24 декабря 1943 года по 17 апреля 1944 года.
- Калинковичско-Мозырская операция — с января 1944 года по февраль 1944 года.
- Рогачевско-Жлобинская операция — с 21 февраля 1944 года по 26 февраля 1944 года.
- Белорусская операция «Багратион» — с 24 июня 1944 года по 19 августа 1944 года.
  - Бобруйская операция — с 24 июня 1944 года по 29 июня 1944 года.
  - Минская операция — с 29 июня 1944 года по 4 июля 1944 года.
  - Барановичская операция — с 5 июля 1944 года по 16 июля 1944 года.
  - Люблин-Брестская операция — с 18 июля 1944 года по 2 августа 1944 года.

## Присвоение гвардейских званий
За образцовое выполнение заданий командования и проявленные при этом мужество и героизм Приказом НКО СССР № 0270 от 19 августа 1944 года:
- 299-я штурмовая авиационная дивизия переименована в 11-ю гвардейскую штурмовую авиационную Нежинскую Краснознамённую ордена Суворова дивизию.
- 218-й штурмовой авиационный Слуцкий Краснознамённый полк переименован в 173-й гвардейский штурмовой авиационный Слуцкий Краснознамённый полк.
- 431-й штурмовой авиационный Слуцкий Краснознамённый полк переименован в 174-й гвардейский штурмовой авиационный Слуцкий Краснознамённый полк.
- 874-й штурмовой авиационный Слуцкий Краснознамённый полк переименован в 175-й гвардейский штурмовой авиационный Слуцкий Краснознамённый полк.

## Почётные наименования
- 299-й штурмовой авиационной дивизии за отличие в боях при овладении крупным железнодорожным узлом и городом Нежин — важнейшим опорным пунктом обороны немцев на путях к Киеву Приказом Верховного Главнокомандующего № 12 от 15.09.1943 г. присвоено почётное наименование «Нежинская»[7].
- 41-му штурмовому авиационному полку за образцы мужества и геройства в борьбе против немецких захватчиков на подступах к городу Воронежу и в самом городе приказом Верховного Главнокомандующего № 207 от 4 мая 1943 года полку присвоено почётное наименование Воронежский[8].
- 218-му штурмовому авиационному полку за проявленные мужество и героизм при освобождении г. Слуцка 5 июля 1944 года присвоено почётное наименование «Слуцкий»[9].
- 431-му штурмовому авиационному полку за проявленные мужество и героизм при освобождении г. Слуцка 5 июля 1944 года присвоено почётное наименование «Слуцкий»[9].
- 874-му штурмовому авиационному полку за проявленные мужество и героизм при освобождении г. Слуцка 5 июля 1944 года присвоено почётное наименование «Слуцкий»[9].

## Награды
- 299-я штурмовая авиационная Нежинская дивизия за образцовое выполнение заданий командования на фронте борьбы с немецкими захватчиками и проявленные при этом доблесть и мужество Указом Президиума Верховного Совета СССР от 26 ноября 1943 года награждена орденом Красного Знамени[10].
- 299-я штурмовая авиационная Нежинская Краснознамённая дивизия за образцовое выполнение заданий командования в боях с немецкими захватчиками, за овладение городом и крупной железнодорожной станцией Бобруйск и проявленные при этом доблесть и мужество Указом Президиума Верховного Совета СССР от 5 июля 1944 года награждена орденом Суворова II степени[10]. Указ объявлен Приказом НКО СССР № 0218 от 26.07.1944 г.
- 218-й штурмовой авиационный Слуцкий полк за образцовое выполнение заданий командования в боях с немецкими захватчиками, за овладение городами Седлец, Минск-Мазовецки и Луков и проявленные при этом доблесть и мужество Указом Президиума Верховного Совета СССР от 12 августа 1944 года награждён орденом Красного Знамени[10].
- 431-й штурмовой авиационный Слуцкий полк за образцовое выполнение заданий командования в боях с немецкими захватчиками, за овладение городами Седлец, Минск-Мазовецки и Луков и проявленные при этом доблесть и мужество Указом Президиума Верховного Совета СССР от 12 августа 1944 года награждён орденом Красного Знамени[10].
- 874-й штурмовой авиационный Слуцкий полк за образцовое выполнение заданий командования в боях с немецкими захватчиками, за овладение городами Седлец, Минск-Мазовецки и Луков и проявленные при этом доблесть и мужество Указом Президиума Верховного Совета СССР от 12 августа 1944 года награждён орденом Красного Знамени[10]. Указ объявлен Приказом НКО СССР № 0289 от 30.08.1944 г.

## Благодарности Верховного Главнокомандующего
Верховным Главнокомандующим дивизии объявлены благодарности:
- За отличие в боях при овладении крупным железнодорожным узлом и городом Нежин — важнейшим опорным пунктом обороны немцев на путях к Киеву[7].
- За отличие в боях при овладении областным и крупным промышленным центром Белоруссии городом Гомель — важным узлом железных дорог и мощным опорным пунктом обороны немцев на полесском направлении[11].
- За прорыв обороны немцев на бобруйском направлении, юго-западнее города Жлобин и севернее города Рогачев[12].
- За отличие в боях при овладении городом и крупной железнодорожной станцией Бобруйск — важным узлом коммуникаций и мощным опорным пунктом обороны немцев, прикрывающим направления на Минск и Барановичи[13].
- За отличия в боях при прорыве сильно укрепленной обороны противника и продвижении вперед, занятии более 400 населенных пунктов, в том числе крупных населенных пунктов Ратно, Малорыта, Любомль, Опалин и при выходе к реке Западный Буг[14].
- За отличие в боях при овладении городами Седлец, Миньск-Мазовецки и Луков — мощными опорными пунктами обороны немцев на подступах к Варшаве[15].

## Отличившиеся воины дивизии
- Балакирев Николай Михайлович, старший лейтенант, командир эскадрильи 218-го штурмового авиационного полка 299-й штурмовой авиационной дивизии 16-й Воздушной Армии Указом Президиума Верховного Совета СССР от 1 июля 1944 года удостоен звания Герой Советского Союза. Золотая Звезда № 3948.
- Баламуткин Григорий Васильевич, старший лейтенант, заместитель командира эскадрильи 431-го штурмового авиационного полка 299-й штурмовой авиационной дивизии 16-й воздушной армии Указом Президиума Верховного Совета СССР от 26 октября 1944 года удостоен звания Герой Советского Союза. Золотая Звезда № 3110.
- Гаврилов Виктор Савельевич, лейтенант, старший лётчик 218-го штурмового авиационного полка 299-й штурмовой авиационной дивизии 16-й воздушной армии за образцовое выполнение боевых заданий командования на фронте борьбы с немецкими захватчиками и проявленные при этом отвагу и геройство Указом Президиума Верховного Совета СССР от 23 февраля 1945 года удостоен звания Герой Советского Союза. Золотая Звезда № 4923.
- Губин Евгений Иванович, лейтенант, старший лётчик 218-го штурмового авиационного полка 299-й штурмовой авиационной дивизии 16-й воздушной Армии Указом Президиума Верховного Совета СССР от 1 июля 1944 года за образцовое выполнение боевых заданий командования и проявленные мужество и героизм в боях с немецко-фашистскими захватчиками удостоен звания Герой Советского Союза. Золотая Звезда № 3949.
- Гурвич Семён Исаакович, лейтенант, заместитель командира эскадрильи 431-го штурмового авиационного полка 299-й штурмовой авиационной дивизии 16-й Воздушной Армии Указом Президиума Верховного Совета СССР от 26 октября 1944 года удостоен звания Герой Советского Союза. Золотая Звезда № 3111.
- Кучинский Михаил Иванович, капитан, заместитель командира эскадрильи 218-го штурмового авиационного полка 299-й штурмовой авиационной дивизии 16-й воздушной армии Указом Президиума Верховного Совета СССР от 23 февраля 1945 года за образцовое выполнение боевых заданий командования на фронте борьбы с немецкими захватчиками и проявленные при этом отвагу и геройство удостоен звания Герой Советского Союза. Золотая Звезда № 4908.
- Лозенко Иван Аркадьевич, капитан, командир эскадрильи 431-го штурмового авиационного полка 299-й штурмовой авиационной дивизии 16-й Воздушной Армии Указом Президиума Верховного Совета СССР от 13 апреля 1944 года удостоен звания Герой Советского Союза. Посмертно.
- Лацков Николай Сергеевич, старший лейтенант, командир эскадрильи 431-го штурмового авиационного полка 299-й штурмовой авиационной дивизии 16-й Воздушной Армии Указом Президиума Верховного Совета СССР от 26 октября 1944 года удостоен звания Герой Советского Союза. Золотая Звезда № 3109.
- Лысенко Николай Калистратович, подполковник, командир 218-го штурмового авиационного полка 299-й штурмовой авиационной дивизии 16-й воздушной армии Указом Президиума Верховного Совета СССР от 26 октября 1944 года за образцовое выполнение заданий командования и проявленные при этом мужество и героизм удостоен звания Герой Советского Союза. Золотая Звезда № 3074.
- Мошков Борис Николаевич, старший лейтенант, заместитель командира эскадрильи 431-го штурмового авиационного полка 299-й штурмовой авиационной дивизии 16-й Воздушной Армии Указом Президиума Верховного Совета СССР от 19 августа 1944 года удостоен звания Герой Советского Союза. Золотая Звезда № 3071.
- Пеньков Михаил Иванович, лейтенант, командир звена 431-го штурмового авиационного полка 299-й штурмовой авиационной дивизии 16-й Воздушной Армии Указом Президиума Верховного Совета СССР от 26 октября 1944 года удостоен звания Герой Советского Союза. Посмертно.
- Писаревский Николай Фёдорович, старший лейтенант, командир звена 218-го штурмового авиационного Слуцкого полка Указом Президиума Верховного Совета СССР от 23 февраля 1945 года за мужество и героизм, проявленные при нанесении штурмовых ударов по врагу, удостоен звания Герой Советского Союза. Золотая Звезда № 4921.
- Рожнов Николай Андреевич, капитан, штурман 217-го штурмового авиационного полка 299-й штурмовой авиационной дивизии 16-й Воздушной Армии Указом Президиума Верховного Совета СССР от 1 июля 1944 года удостоен звания Герой Советского Союза. Золотая Звезда № 4479.
- Румянцев Михаил Ильич, старший лейтенант, заместитель командира эскадрильи 218-го штурмового авиационного полка Указом Президиума Верховного Совета СССР от 1 июля 1944 года за образцовое выполнение боевых заданий командования по уничтожению живой силы и техники противника и проявленные при этом мужество и героизм удостоен звания Герой Советского Союза. Золотая Звезда № 3950.
- Смирнов Дмитрий Иванович, старший лейтенант, командир эскадрильи 431-го штурмового авиационного полка 299-й штурмовой авиационной дивизии 16-й Воздушной Армии Указом Президиума Верховного Совета СССР от 4 февраля 1944 года удостоен звания Герой Советского Союза. Золотая Звезда № 3237.
- Тихов Анатолий Устинович, старший лейтенант, командир эскадрильи 874-го штурмового авиационного полка 299-й штурмовой авиационной дивизии 16-й Воздушной Армии Указом Президиума Верховного Совета СССР от 26 октября 1944 года удостоен звания Герой Советского Союза. Золотая Звезда № 3108.
- Шарков Валентин Иванович, старший лейтенант, заместитель командира эскадрильи 218-го штурмового авиационного полка Указом Президиума Верховного Совета СССР от 23 февраля 1945 года за образцовое выполнение заданий командования и проявленные мужество и героизм в боях с немецко-фашистскими захватчиками удостоен звания Герой Советского Союза. Золотая Звезда № 4914.
- Фёдоров Михаил Тихонович, лейтенант, командир звена 431-го штурмового авиационного полка 299-й штурмовой авиационной дивизии 16-й Воздушной Армии Указом Президиума Верховного Совета СССР от 26 октября 1944 года удостоен звания Герой Советского Союза. Посмертно.